# トコン
トコン（吐根、学名: Carapichea ipecacuanha）とは、アカネ科の多年草。

## 特徴

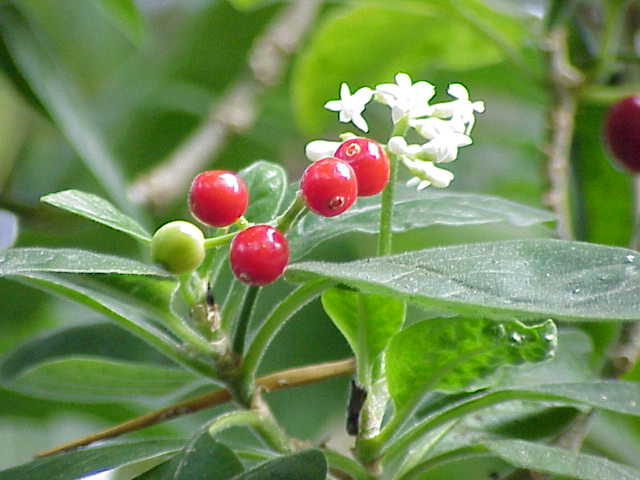
花と果実

かつてはケファエリス属（トコン属 Cephaelis）に分類されていたこともあり、学名が Cephaelis ipecacuanha とされていることもある。
ブラジルが原産地。高さは約10～20cmほどの小低木で、地中を這って数珠上の太い側根を張る。茎には四稜があり、短毛を生じる。葉は革質、楕円形もしくは卵形で対生する。
花は白色で小さく、先端が五つに分かれた筒状花で、大形の総苞の上に密集して咲く。朝方咲くと夕方にはしぼんでしまう。花後はエンドウ大の果実を結ぶ。この果実は未熟のときは紅色だが、熟すと紫色に変色する。
学名の由来は現地のトゥピ族の言葉で「吐き気を催す草」という意味の「ipecacuanha」が語源。その名の通り、トコンの根には催吐作用のあるケファエリン、エメチンなどのアルカロイドが含まれている。特にエメチンはアメーバ赤痢に効果があり、現地でも古くから根を乾燥させたものを民間薬として使ってきた。
根を乾燥させたものを生薬「吐根」といい、日本薬局方にも記載されている。去痰、催吐、緩下作用がある。

## トコンシロップ
トコンのエキスに甘味料を加えてシロップにしたもの。催吐薬の一種で、タバコなどの異物や化学薬品を飲み込んだときの応急処置として用いられる。
しかし、場合によってはトコンシロップが使用できないケースがあり、エメチンなどの毒性のため慢性的に用いると身体に悪影響を及ぼす恐れがある。
また、毒性により心不全を起こすことが報告されており危険である。
外国では誤飲時の応急処置用としてトコンシロップが家庭に常備されていたが、アメリカでは2003年11月から使用中止となった。日本でもわずかながら流通しているが、注意が必要な薬に分類されており、2012年にはツムラの製品が販売中止になっている。
ホメオパシーではイペカック（Ip.）としてレメディーに使用されている。